# Лесмес, Рафаэль
Рафаэль Лесмес Бобед (9 ноября 1926 — 8 октября 2012) — испанский футболист, играл на позиции защитника.

## Клубная карьера
Лесмес родился в Сеуте. За 12 сезонов Ла Лиги он играл за «Реал Вальядолид» (1949—1952, 1960—1961) и «Реал Мадрид» (1952—1960), за последний сыграл в 163 матчах чемпионата. Он начал свою карьеру в местном «Атлетике» из Тетуана (1945—1949), а ушёл со спорта в 1962 году, будучи игроком «Вальядолида». Единственный гол в карьере Лесмес забил 4 марта 1951 года, открыв счёт в матче против «Сельты», «Вальядолид» выиграл со счётом 3:1.
С «Реал Мадридом» Лесмес выиграл пять Кубков европейских чемпионов подряд.

## Международная карьера
Лесмес был вызван в сборную на чемпионат мира по футболу 1950, не сыграв до этого ни одного матча за Испанию. Ему пришлось ждать почти пять лет, чтобы дебютировать, однако, выйдя на поле в товарищеском матче с Францией 17 марта 1955 года в Мадриде, он не смог предотвратить поражение команды со счётом 1:2.
Второй и последний международный матч Лесмес сыграл против Северной Ирландии 15 октября 1958 года, в этом товарищеском матче Испания разгромила соперника со счётом 6:2.

## Личная жизнь
Старший брат Рафаэля, Франсиско Лесмес, был также футбольным защитником. Его часто называли Лесмес старший, когда он играл в одной команде со своим родным братом в течение четырёх сезонов, он провёл почти всю свою профессиональную карьеру с «Вальядолидом», также сыграв за сборную.
Рафаэль умер в Вальядолиде 8 октября 2012 года, за месяц до своего 86-го дня рождения.